# IIHF Continental Cup 2011/2012
IIHF Continental Cup 2011/2012 var en europeiska ishockeyturnering som spelades mellan lag från Belgien, Danmark, Estland, Frankrike, Italien, Kazakstan, Lettland, Nederländerna, Polen, Rumänien, Ryssland (laget var dock inte från KHL), Slovenien, Spanien, Storbritannien, Turkiet, Ukraina, Ungern och Vitryssland. Turneringen var uppdelad i fyra faser som bestod av gruppspel, där varje gruppspel avgjorde över en helg på en bestämd ort.

## Första omgången

### Grupp A
| Plac. | Lag                 | M | V | ÖV | ÖF | F | GM | IM | MSK | Poäng |
| ----- | ------------------- | - | - | -- | -- | - | -- | -- | --- | ----- |
| 1     | White Caps Turnhout | 2 | 2 | 0  | 0  | 0 | 21 | 3  | +18 | 6     |
| 2     | Tartu Kalev-Välk    | 2 | 1 | 0  | 0  | 1 | 13 | 7  | +6  | 3     |
| 3     | Başkent Yıldızları  | 2 | 0 | 0  | 0  | 2 | 3  | 27 | –24 | 0     |

- Notering: HC Metulla från Israel skulle ha deltagit men drog sig ur.

## Andra omgången

### Grupp B
| Plac. | Lag                 | M | V | ÖV | ÖF | F | GM | IM | MSK | Poäng |
| ----- | ------------------- | - | - | -- | -- | - | -- | -- | --- | ----- |
| 1     | HYS The Hague       | 3 | 2 | 0  | 0  | 1 | 17 | 7  | +10 | 6     |
| 2     | DAB-Docler          | 3 | 2 | 0  | 0  | 1 | 17 | 8  | +9  | 6     |
| 3     | White Caps Turnhout | 3 | 2 | 0  | 0  | 1 | 16 | 15 | +1  | 6     |
| 4     | CH Jaca             | 3 | 0 | 0  | 0  | 3 | 5  | 25 | –20 | 0     |

- Notering: Tre lag hamnade på samma poäng. Inbördes möten enligt tabellen nedan avgjorde vilket lag som skulle ta sig vidare.

| Plac. | Lag                 | M | V | ÖV | ÖF | F | GM | IM | MSK | Poäng |
| ----- | ------------------- | - | - | -- | -- | - | -- | -- | --- | ----- |
| 1     | DAB-Docler          | 2 | 1 | 0  | 0  | 1 | 10 | 7  | +3  | 3     |
| 2     | HYS The Hague       | 2 | 1 | 0  | 0  | 1 | 6  | 6  | +0  | 3     |
| 3     | White Caps Turnhout | 2 | 1 | 0  | 0  | 1 | 9  | 12 | –3  | 3     |

### Grupp C
| Plac. | Lag                    | M | V | ÖV | ÖF | F | GM | IM | MSK | Poäng |
| ----- | ---------------------- | - | - | -- | -- | - | -- | -- | --- | ----- |
| 1     | HK Liepājas Metalurgs  | 3 | 2 | 1  | 0  | 0 | 20 | 3  | +17 | 8     |
| 2     | HK Beibarys Atyrau     | 3 | 2 | 0  | 1  | 0 | 20 | 7  | +13 | 7     |
| 3     | HSC Csíkszereda        | 3 | 1 | 0  | 0  | 2 | 9  | 14 | –5  | 3     |
| 4     | HDD Olimpija Ljubljana | 3 | 0 | 0  | 0  | 3 | 7  | 32 | –25 | 0     |

## Tredje omgången

### Grupp D
| Plac. | Lag                | M | V | ÖV | ÖF | F | GM | IM | MSK | Poäng |
| ----- | ------------------ | - | - | -- | -- | - | -- | -- | --- | ----- |
| 1     | DAB-Docler         | 3 | 2 | 0  | 0  | 1 | 11 | 7  | +4  | 6     |
| 2     | HC Asiago          | 3 | 1 | 1  | 1  | 0 | 9  | 8  | +1  | 6     |
| 3     | Herning Blue Fox   | 3 | 1 | 1  | 0  | 1 | 7  | 5  | +2  | 5     |
| 4     | Sheffield Steelers | 3 | 0 | 0  | 1  | 2 | 6  | 13 | –7  | 1     |

- Notering: Två lag hamnade på samma poäng. Inbördes möten enligt tabellen nedan avgjorde vilket lag som skulle ta sig vidare.

| Plac. | Lag        | M | V | ÖV | ÖF | F | GM | IM | MSK | Poäng |
| ----- | ---------- | - | - | -- | -- | - | -- | -- | --- | ----- |
| 1     | HC Asiago  | 1 | 1 | 0  | 0  | 0 | 3  | 2  | +1  | 3     |
| 2     | DAB-Docler | 1 | 0 | 0  | 0  | 1 | 2  | 3  | –1  | 0     |

### Grupp E
| Plac. | Lag                   | M | V | ÖV | ÖF | F | GM | IM | MSK | Poäng |
| ----- | --------------------- | - | - | -- | -- | - | -- | -- | --- | ----- |
| 1     | HC Donbass            | 3 | 3 | 0  | 0  | 0 | 12 | 4  | +8  | 9     |
| 2     | Rubin Tyumen          | 3 | 2 | 0  | 0  | 1 | 11 | 7  | +4  | 6     |
| 3     | KS Cracovia           | 3 | 1 | 0  | 0  | 2 | 5  | 10 | –5  | 3     |
| 4     | HK Liepājas Metalurgs | 3 | 0 | 0  | 0  | 3 | 6  | 13 | –7  | 0     |

## Superfinal

### Grupp F
| Plac. | Lag              | M | V | ÖV | ÖF | F | GM | IM | MSK | Poäng |
| ----- | ---------------- | - | - | -- | -- | - | -- | -- | --- | ----- |
| 1     | Dragons de Rouen | 3 | 2 | 0  | 0  | 1 | 13 | 6  | +7  | 6     |
| 2     | Yunost Minsk     | 3 | 2 | 0  | 0  | 1 | 9  | 5  | +4  | 6     |
| 3     | HC Donbass       | 3 | 2 | 0  | 0  | 1 | 10 | 8  | +2  | 6     |
| 4     | HC Asiago        | 3 | 0 | 0  | 0  | 3 | 3  | 16 | –13 | 0     |

- Notering: Tre lag hamnade på samma poäng. Inbördes möten enligt tabellen nedan avgjorde vilket lag som skulle vinna Continental Cup. Dragons de Rouen vann till slut på fler gjorda mål än Yunost Minsk.

| Plac. | Lag              | M | V | ÖV | ÖF | F | GM | IM | MSK | Poäng |
| ----- | ---------------- | - | - | -- | -- | - | -- | -- | --- | ----- |
| 1     | Dragons de Rouen | 2 | 1 | 0  | 0  | 1 | 7  | 6  | +1  | 3     |
| 2     | Yunost Minsk     | 2 | 1 | 0  | 0  | 1 | 5  | 4  | +1  | 3     |
| 3     | HC Donbass       | 2 | 1 | 0  | 0  | 1 | 4  | 6  | –2  | 3     |